# Norton Macedo
Norton Macedo Correia (Curitiba, 27 de outubro de 1935 – 5 de agosto de 2010) foi um advogado e político brasileiro.

## Biografia
Filho de Manoel Gomes Correia Jr. e de d. Natália Macedo Correia, Norton Macedo nasceu na capital paranaense no ano de 1935. Em 1956 concluiu o curso de Administração Pública na Fundação Getúlio Vargas do Rio de Janeiro e em 1959 formou-se em Direito pela UFPR. Logo após sua formatura, foi admitido pela administração pública do estado do Paraná como advogado do Departamento Estadual do Serviço Público e na Procuradoria-Geral do Estado. Em pouco tempo tornou-se chefe de gabinete da Secretaria do Interior e Justiça e entre 1961 e 1965 foi secretário do Governador Ney Braga. Entre 1965 e 1966 foi secretário do Ministro da Agricultura do governo federal.
Em 1975 participou do pleito eleitoral, sendo eleito deputado federal pela ARENA, o partido do regime militar então vigente no país. Apesar de ser da base de apoio ao regime, Norton se mostrava descontente com a censura aplicada a artistas do país, vendo-a como excessiva e rígida e apontando que artistas que a sofriam não tinham direito à defesa, ao contrário de réus. Ele também favorecia que o órgão de censura passasse do Ministério da Justiça para o de Educação e Cultura. Reeleito nos dois pleitos seguintes ocupou a vaga até 1987, sendo que, nos dois primeiros mandatos pelo mesmo partido em que se elegeu e no último pelo PDS (partido que substituiu a sigla ARENA).
Entre 1994 e 1995 foi presidente do Banco do Estado do Paraná e também participou do conselho de administração desta instituição.
O ex-deputado federal Norton Macedo Correia morreu na manhã de uma quinta-feira, no dia 5 de agosto de 2010, no hospital Santa Cruz, na capital paranaense, em decorrência de problemas cardíacos.